# Wapen van Machelen

Het wapen van Machelen (sinds 1986).

Het Wapen van Machelen is het heraldisch wapen van de Belgische gemeente Machelen. Het wapen werd voor het eerst op 11 november 1956 en vervolgens opnieuw - toen zonder schildhouder en met een schildhoek - op 8 juli 1986.

## Geschiedenis
Het huidige gemeentewapen is gebaseerd op het oude wapen van Machelen, waaraan na de fusie met Diegem in 1976 het oude wapen van deze als schildhoek werd toegevoegd en waarbij de oude schildhouder Sint Gertrudis werd weggelaten. Het oude wapen van Machelen was dat van Frederik Romberg, de laatste heer van Machelen, die in 1784 door keizer Jozef II van Oostenrijk tot baron werd verheven. Hij was een overzeese handelaar van beroep, waardoor zijn wapenschild een schip op volle zee toont die de Oostenrijkse keizerlijke vlag voert.

## Blazoen
Het wapen heeft de volgende blazoenering:
Doorsneden 1. in zilver een drieblad van keel, doorboord van het veld en een schildhoek van sabel met een leeuw van goud 2. in zilver een dobberende driemaster van natuurlijke kleur, met wimpels van keel, voerende de Oostenrijkse keizerlijke vlag.

## Verwante wapens en vlaggen

Oude wapen van Diegem.
Vlag van de Oostenrijkse Nederlanden (1715-1795).
Vlag van Machelen